# Kaikorai Lagoon
Die Kaikorai Lagoon ist eine Lagune im Stadtgebiet von Dunedin auf der Südinsel von Neuseeland.

## Geographie
Die rund 63,5 Hektar große Lagune befindet sich zwischen den Stadtteilen Fairfield im Norden, Green Island im Nordosten und Waldronville im Südsüdosten. Die Lagune, die von dem Abbotts Creek gespeist wird, erstreckt sich über eine Länge von rund 2,1 km in Nordnordost-Südsüdwest-Richtung. Der nördliche und ein kleiner Teil im südlichen Bereich bestehen aus sumpfigem, durch die Gezeiten zeitweise überschwemmtem Land. Der restliche Teil der Lagune verfügt über eine geringfügig größere Tiefe und wird von den Wässern des Abbotts Creek sowie von den Gezeiten bestimmt. Knapp 1 km weiter südlich findet die Lagune über den Abbotts Creek Zugang zum Pazifischen Ozean.